# صفوان بن سليم
صفوان بن سليم المدني تابعي، فقيه، وأحد رواة الحديث النبوي.

## سيرته
صفوان بن سليم المدني، أَبُو عَبْد اللَّه، وقيل: أَبُو الحارث، القرشي، الزُّهْرِيّ، الفقيه، وأبوه سليم مولى حميد بن عبد الرحمن بن عوف. اشتهر بعبادته، يُروى أنه كان يصلي على السطح في الليلة الباردة لئلا يجيئه النوم، وفي الصيف في بطن البيت، قال أنس بن عياض: «رأيت صفوان بن سليم ولو قيل له: غدًا القيامة، ما كان عنده مزيد على ما هو عليه من العبادة». قال سفيان بن عيينة: «حلف صفوان ألا يضع جنبه بالأرض حتى يلقى الله. فمكث على ذلك أكثر من ثلاثين عامًا، فلما حضرته الوفاة، واشتد به النزع والعلز وهو جالس، فقالت ابنته: يا أبة لو وضعت جنبك، فقال: يا بنية إذا ما وفيت لله بالنذر والحلف، فمات، وإنه لجالس.». مات سنة 132 هـ، وعمره اثنتين وسبعين سنة.

## روايته للحديث النبوي
- روى عن: أنس بن مالك، وثعلبة بن أَبي مالك القرضي، وجابر بن عبد الله بن عمرو بن حرام، وحمزة بن عبد الله بن عمر بن الخطاب، ومولاه حميد بن عبد الرحمن بن عوف، وذكوان أبي صالح السمان، وسالم بن عبد الله بن عمر بن الخطاب، وسَعِيد بن سلمة من آل ابن الأزرق، وسعيد بن المسيب، وسلمان الأَغَر، وسُلَيْمان بن عطاء، وسليمان بن يسار، وطاووس بن كيسان، وعبد الله بن جعفر بن أبي طالب، وعبد الله بن دينار، وعبد الله بن سلمان الأَغَر، وعبد الله بن عمر بن الخطاب وعَبْد اللَّهِ بن يزيد مولى الأسود بن سفيان، وعبد الرحمن بْن سعد الأعرج المقعد، وعبد الرحمن بن أبي سعيد الخدري، وعبد الرحمن بْن غنم الأشعري، وعبد الرحمن بن هرمز الأعرج، وعُبَيد الله بن طلحة بْن عُبَيد الله بْن كريز، وعروة بن الزبير، وعطاء بن يسار، وعكرمة مولى ابن عباس، وعلي بن الحسن بن أَبي الحسن البراد، وعُمَر بن ثابت، والقاسم بن محمد بن أبي بكر، وكريب مولى ابن عباس، ومحمد بْن الْحَسَن بْن أَبي الحسن البراد، ونافع بن جبير بْن مطعم، ونافع مولى ابن عمر، وأبي أمامة سهل بن حنيف، وأبي بسرة الغفاري، وأبي سَعِيد مولى عامر بن عَبد الله بن كريز، وأبي سلمة بن عبد الرحمن بن عوف، وأنيسة، وأم سعد بنت عَمْرو الجمحية ولها صحبة.
- روى عنه: إبراهيم بن سعد، وإبراهيم بن طهمان، وأسامة بن زيد بْن أسلم، وأسامة بْن زَيْد الليثي، وإسحاق بن إبراهيم بن سَعِيد المدني، مولى مزينة، وأمية بن سَعِيد الأُمَوِي، وأبو ضمرة أنس بْن عياض الليثي، وبكر بن عَمْرو المعافري المِصْرِي، وأبو صخر حميد بن زياد، وزهير بن محمد التميمي، وزياد بن سعد الخراساني، وزيد بن أسلم، وهو من أقرانه، وسفيان الثوري، وسفيان بن عيينة، وسُلَيْمان بن عبد العزيز الأيلي، ابن أخي رزيق بن حكيم، وأبو أيوب عَبد الله بْن علي الإفْرِيقيّ، وأبو علقمة عَبد اللَّهِ بْن مُحَمَّد بْن عَبد الله بْن أَبي فروة الفروي، وعبد الرحمن بن إِسْحَاقَ المدني، وعَبْد الرَّحْمَنِ بْن سعد بْن عمار المؤذن، وعبد العزيز بْن مُحَمَّد الدَّراوَرْدِيّ، وعبد العزيز بْن المطلب، وعبد الملك بن جريج، وعُبَيد اللَّه بن أبي جعفر، وعيسى بن موسى بْن مُحَمَّد بْن إياس بن البكير، والليث بن سعد، ومالك بن أنس، ومحمد بن داب، ومحمد بن عجلان، ومحمد بْن عَمْرو بْن علقمة بْن وقاص الليثي، وأبو غسان محمد بن مطرف، ومحمد بن المنكدر، وهو من أقرانه، وابنه المنكدر بن محمد بن المنكدر، وموسى بن عقبة، ويزيد بن أبي حبيب.[2]
- الجرح والتعديل: وثّقه سفيان بن عيينة، والعجلي والنسائي، وأبو حاتم الرازي قال محمد بن سعد البغدادي: «كَانَ ثقة كثير الحديث عابدًا»، قال يحيى القطان: «صفوان بن سليم، أحب إلي من زيد بن أسلم.»، وقال أحمد بن حنبل: «هذا رجل يستسقى بحديثه، وينزل القطر من السماء بذكره»، وقال أيضًا: «ثقة من خيار عباد الله الصالحين.» وقال المفضل بْن غسان الغلابي: «كان يقول بالقدر»، وقال يعقوب بن شيبة: «ثقة، ثبت، مشهور بالعبادة.»، روى له الجماعة.[2]